# Aleksandra Kotlyarova
Aleksandra Kotlyarova (russisch Александра Котлярова, Alexandra Kotljarowa; * 10. Oktober 1988 in Samarqand, Usbekische SSR, UdSSR) ist eine ehemalige usbekische Leichtathletin, die sich auf den Weit- und Dreisprung spezialisiert hat.

## Sportliche Laufbahn
Ihren ersten internationalen Wettkampf bestritt Aleksandra Kotlyarova im Jahr 2005, als sie bei den Jugendweltmeisterschaften in Marrakesch mit einer Weite von 5,85 m in der Weitsprungqualifikation ausschied. Im Jahr darauf siegte sie dann mit 6,02 m bei den Juniorenasienmeisterschaften in Macau und schied anschließend bei den Juniorenweltmeisterschaften in Peking mit 5,39 m in der Vorrunde aus. 2007 belegte sie bei den Militärweltspielen in Hyderabad mit 6,03 m den fünften Platz. Auch bei den Hallenasienspielen in Hanoi wurde sie mit 6,26 m Fünfte im Weitsprung, wie auch mit 13,58 m im Dreisprung. Anschließend erreichte sie bei den Asienmeisterschaften in Guangzhou mit 6,23 m bzw. 13,94 m jeweils Rang vier. Im Jahr darauf schied sie bei den Leichtathletik-Hallenweltmeisterschaften 2010 in Doha mit 13,45 m in der Dreisprungqualifikation aus und nahm anschließend erstmals an den Asienspielen in Guangzhou teil, bei denen sie mit 13,73 m den vierten Platz im Dreisprung belegte und im Weitsprung mit 6,00 m Rang elf erreichte.
2011 wurde sie bei den Asienmeisterschaften in Kōbe mit 6,16 m Achte im Weitsprung und schied anschließend bei den Weltmeisterschaften in Daegu im Dreisprung mit 13,78 m in der Qualifikation aus. Im Jahr darauf schied sie dann bei den Leichtathletik-Hallenweltmeisterschaften 2012 in Istanbul mit 13,95 m in der Qualifikation aus und nahm im Sommer an den Olympischen Spielen in London teil, bei denen sie mit 13,55 m aber den Finaleinzug verpasste. 2013 gewann sie bei den Asienmeisterschaften in Pune mit 13,89 m die Silbermedaille im Dreisprung hinter ihrer Landsfrau Anastasiya Juravlyeva und auch bei den Hallenasienmeisterschaften 2014 in Hangzhou gewann sie mit 13,45 m die Silbermedaille hinter Zhuravlyeva. Anschließend nahm sie erneut an den Asienspielen im südkoreanischen Incheon teil und gewann dort mit einer Weite von 14,05 m die Silbermedaille hinter der Kasachin Olga Rypakowa. 2015 wurde sie bei den Asienmeisterschaften in Wuhan mit 13,40 m Vierte und im Jahr darauf beendete sie in Andijon ihre sportliche Karriere im Alter von 27 Jahren.
In den Jahren 2013 und 2016 wurde Kotlyarova usbekische Meisterin im Weitsprung.

## Persönliche Bestleistungen
- Weitsprung: 6,43 m (+1,7 m/s), 11. Juni 2011 in Taschkent
  - Weitsprung (Halle): 6,46 m, 30. Januar 2010 in Krasnodar
- Dreisprung: 14,35 m (+1,4 m/s), 11. Juni 2011 in Taschkent
  - Dreisprung (Halle): 14,09 m, 20. Februar 2010 in Taschkent